# Вебб, Сидней Джеймс
Сидней Джеймс Вебб (Уэбб), барон Пассфилд (англ. Sidney James Webb, 1st Baron Passfield; 13 июля 1859, Лондон — 13 октября 1947, Липхук) — английский экономист и политический деятель социал-демократического толка, лидер фабианства, один из основателей Лондонской школы экономики и политических наук. Лорд (с 1929) Сидней Вебб — профессор основанного им учебного заведения, занимал посты министра торговли, доминионов и колоний.

## Биография
Родился в семье служащего. Юрист по образованию, учился в Биркбеке (Лондонский университет) и Кингс-колледже. С 1875 работал в военном, финансовом, колониальном министерствах.
В 1884 одним из первых вступил в члены «Фабианского общества» (они с Бернардом Шоу были приняты спустя три месяца после основания общества) и вскоре стал одним из его руководителей. В 1891 оставил службу, чтобы заняться изучением экономики и целиком посвятить себя общественной деятельности. В 1892—1910 был членом совета Лондонского графства.
В 1892 женился на Беатрис Поттер, ставшей его сподвижницей и соавтором.
В 1896 участвовал в создании Лондонской школы экономики и политических наук, читал в ней лекции по праву. В 1897 был в числе учредителей экономического факультета Лондонского университета, где вёл курсы административного права, местного самоуправления и рабочего движения. С 1903 неоднократно участвовал в королевских и правительственных экономических обследованиях.
С 1910 активный член Лейбористской партии. Вебб — автор первоначального текста IV раздела партийной программы, социалистического по духу (провозглашавшего целью общественную собственность на средства производства). В 1913 с женой основал левоцентристский журнал «New Statesman». В 1922—1929 депутат Палаты общин.
В 1924 министр торговли в первом кабинете Джеймс Рамсея Макдональда, в 1929—1931 министр доминионов и колоний во втором. В 1929 получил титул барона Пасфилда. На посту министра (секретаря), отвечавшего за колониальные территории, издал Белую книгу Пассфилда, ставившую под сомнение принципы Декларации Бальфура и Белой книги Черчилля. В 1930 из-за проблем со здоровьем оставил должность секретаря по делам доминионов, но сохранил пост министра колоний.

## Работы

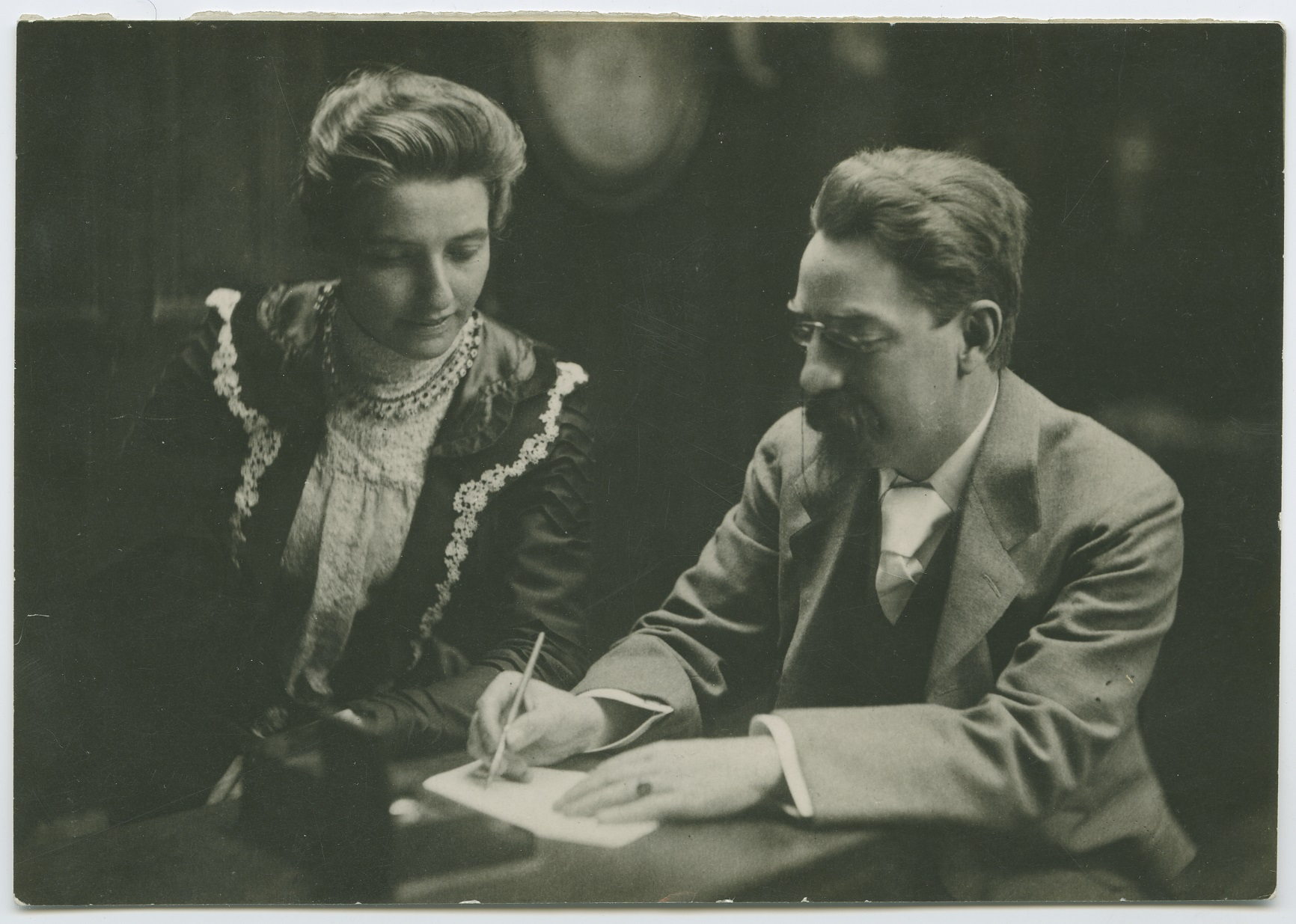
Сидней и Беатриса Вебб в 1895 году

В 1932 Сидней и Беатриса Вебб посетили СССР и в 1935 опубликовали работу «Советский коммунизм — новая цивилизация?» (т. 1—2, 1935; рус. пер., т. 1—2, 1937), одобрительно оцененную и вскоре изданную в СССР. Во время Второй мировой войны Сидней издал книгу «Правда о Советской России» (1942), в которой отмечал героизм своих советских союзников по Антигитлеровской коалиции в борьбе с нацистской Германией.
Супруги Веббы оставили большое литературное наследие, множество статей и ряд трудов. Среди них фундаментальная «История тред-юнионизма» (1894, новая редакция в 1920) о развитии профсоюзного движения в Великобритании и «Промышленная демократия» (1897), первый том которой на русский язык перевёл, а перевод второго отредактировал В. И. Ленин под новым заглавием «Теория и практика английского тред-юнионизма», т. 1-2, 1900-01). Работы Сиднея и Беатрисы Вебб оказали влияние на многих теоретиков социал-реформизма.